# En callgirls dagbok
En callgirls dagbok (engelska: Secret Diary of a Call Girl) är en brittisk dramakomedi som producerades i fyra säsonger av Tiger Aspect Productions och sändes på ITV mellan 2007 och 2011.
Serien hade svensk premiär på Kanal 5 i april 2008.

## Handling
Hannah lever ett dubbelliv som callgirl under namnet "Belle". Serien bygger på en blog och en bok skriven av en anonym callgirl i London.

## Rollista i urval
- Billie Piper - Hannah Baxter / "Belle"
- Iddo Goldberg - Ben
- Cherie Lunghi - Stephanie Charlton
- Callum Blue - Alex McLoud (säsong 2)
- Ashley Madekwe - "Bambi" White (säsong 2–3)
- James D'Arcy - Duncan Atwood (säsong 3)
- Lily James - Poppy (säsong 4)
- Gemma Chan - Charlotte (säsong 4)